# Фейрпорт-Гарбор (Огайо)
Фейрпорт-Гарбор (англ. Fairport Harbor) — селище (англ. village) в США, в окрузі Лейк штату Огайо. Населення — 3108 осіб (2020).

## Географія
Фейрпорт-Гарбор розташований за координатами 41°44′51″ пн. ш. 81°16′22″ зх. д. / 41.74750° пн. ш. 81.27278° зх. д. (41.747598, -81.272809).  За даними Бюро перепису населення США в 2010 році селище мало площу 2,87 км², з яких 2,66 км² — суходіл та 0,21 км² — водойми.

## Демографія
Згідно з переписом 2010 року, у селищі мешкало 3109 осіб у 1427 домогосподарствах у складі 764 родин. Густота населення становила 1083 особи/км².  Було 1677 помешкань (584/км²).
Расовий склад населення:
| - 94,7 % — білих - 2,1 % — чорних або афроамериканців - 0,3 % — азіатів - 0,2 % — корінних американців |

До двох чи більше рас належало 2,1 %. Частка іспаномовних становила 2,2 % від усіх жителів.
За віковим діапазоном населення розподілялося таким чином: 20,7 % — особи молодші 18 років, 64,5 % — особи у віці 18—64 років, 14,8 % — особи у віці 65 років та старші. Медіана віку мешканця становила 41,0 року. На 100 осіб жіночої статі у селищі припадало 94,7 чоловіків;  на 100 жінок у віці від 18 років та старших — 93,4 чоловіків також старших 18 років.
Середній дохід на одне домашнє господарство  становив 56 355 доларів США (медіана — 47 730), а середній дохід на одну сім'ю — 68 073 долари (медіана — 60 078). За межею бідності перебувало 20,1 % осіб, у тому числі 41,8 % дітей у віці до 18 років та 7,5 % осіб у віці 65 років та старших.
Цивільне працевлаштоване населення становило 1378 осіб. Основні галузі зайнятості: виробництво — 29,5 %, роздрібна торгівля — 18,5 %, освіта, охорона здоров'я та соціальна допомога — 16,5 %.